# Кочуров (Гайсинский район)
Кочуров (укр. Кочурів) — село на Украине, находится в Гайсинском районе Винницкой области.
Код КОАТУУ — 0520883606. Население по переписи 2001 года составляет 223 человека. Почтовый индекс — 23700. Телефонный код — 4334.
Занимает площадь 0,525 км².

## Адрес местного совета
23714, Винницкая область, Гайсинский р-н, с. Куна, пер. Ленина, 6